# دانيال تشافيز
دانيال تشافيز (بالإسبانية: Daniel Chávez)‏ هو مجدف مكسيكي، ولد في 20 يناير 1946 في ولاية خاليسكو في المكسيك.

## وصلات خارجية
- دانيال تشافيز على موقع الاتحاد الدولي للتجديف (الإنجليزية)
- دانيال تشافيز على موقع أوليمبيديا (الإنجليزية)